# Vietnamella sinensis
Vietnamella sinensis is een haft uit de familie Vietnamellidae. De wetenschappelijke naam van de soort is voor het eerst geldig gepubliceerd in 1936 door Hsu.
De soort komt voor in het Oriëntaals gebied.